# دیوموره
دیوموره (به مجاری:  Gyömöre) یک شهرداری در مجارستان است که در ناحیه تت واقع شده‌است. گیوموره ۲۰٫۴۹ کیلومتر مربع مساحت و ۱٬۳۶۶ نفر جمعیت دارد.